# Dipal Barua
« Barua » redirige ici. Pour l’article homophone, voir Barua (homonymie).
Dipal Barua né en 1954, est un économiste bengali. Il est vice-président de la Grameen Bank et un élève de Muhammad Yunus.

## Biographie
Dipal Barua passe une maîtrise en économie de l'université de Chittagong. Dès 1976, il travaille en étroite collaboration avec Muhammad Yunus. C'est un cofondateur de la Grameen Bank.
Depuis sa création en 1996, Grameen Shakti est une association dont le but est de donner un approvisionnement énergétique aux bengali qui n'ont pas accès au réseau national et de les encourager à utiliser l'électricité pour des activités génératrices de revenus.  
Jusqu'en 2008, il est le directeur général de la Grameen Shakti au Bangladesh, où il met à profit sa vaste expérience dans le domaine de la lutte contre la pauvreté, le microcrédit, le développement rural et la participation populaire. Il siège au conseil d'administration de 16 organisations sœurs de la Grameen Bank dont Grameen Phone, la plus grande entreprise de téléphonie cellulaire dans le Sud-Est asiatique, et réfléchit à un programme de microcrédit à New York.

## Reconnaissance
Au nom de Grameen Shakti, Dipal Barua est récipiendaire du prix Nobel alternatif en 2007, « pour apporter une lumière durable et de la puissance à des milliers de villages du Bangladesh, à travers la promotion de la santé, de l'éducation et de la productivité ».

## Citation
Discours d'acceptation du prix Nobel alternatif 9 décembre 2007.

## Œuvres
- Dipal Barua et Asif Dowla (trad. de l'anglais), Les pauvres remboursent toujours : le microcrédit à la Grameen Bank, Gap, Michel Y. Eds, 2008, 297 p. (ISBN 978-2-913492-60-8)

### Autres sources

#### Sites en français
- « Plus belle la vie avec l'énergie verte », in : Courrier International N° 984, sur m, Le Monde, 2009 (consulté le 18 février 2010)